# Convento de Santa Clara (Santiago de Compostela)
El Convento de Santa Clara es un convento de clausura de la Orden de las Clarisas en Santiago de Compostela, Galicia, España, frente al más discreto Convento do Carmo de Cima. El aspecto actual del gran edificio se debe principalmente a las profundas reformas llevadas a cabo en los siglos XVII y XVIII, que lo convirtieron en una de las obras más atrevidas del barroco español, pero su fundación se remonta al XIII. 
El convento está catalogado como Bien de Interés Cultural desde 1940. 

## Historia y descripción
El convento fue fundado en 1260, en un terreno donado por un rico burgués, gracias a una dote de Violante de Aragón, esposa del rey Alfonso. X, el Sabio  y, según algunas fuentes, donaciones populares. 
Fue ampliado en el XVI con donaciones de Isabel de Granada, nieta de Boabdil, último rey moro de España, y abadesa del convento. El edificio actual fue construido entre los siglos XVII y XVIII,  habiéndose terminado en 1719. Las obras realizadas en el XVII fueron dirigidas por Pedro Arén.  Les siguieron fray Gabriel Domínguez, Domingo de Andrade y Simón Rodríguez, grandes figuras del llamado barroco compostelano. El aspecto actual del conjunto se debe principalmente a Domingo de Andrade, a excepción de uno de sus elementos más famosos, la "fachada cortina" o fachada ficticia, obra de Simón Rodríguez.

### La "fachada cortina"
La fachada exterior se denomina ficticia, ya que no da acceso a la iglesia, sino a la entrada del convento y a un pequeño patio ajardinado por el que se accede al conjunto religioso.  La fachada real de la iglesia, mucho más sencilla, se encuentra al final del pequeño jardín. 
Se trata de un bello ejemplo del barroco compostelano,  también llamado "placas", por las formas geométricas puras que parecen superponerse a los muros, estilo que se debe a la dureza del granito, que requirió el tallado de formas redondeadas. formas.  Se trata de las obras “más atrevidas” del barroco español,  y más lograda desde el punto de vista escenográfico. Construido en sillar de granito estructurado en tres cuerpos , se asemeja a un gran retablo de piedra o a una obra de marquetería en la que los distintos elementos decorativos ganan volumen y resistencia plástica a medida que ascienden por el muro. La profusa decoración se concentra principalmente en el tramo central, donde se alternan espacios masivos con espacios excavados flanqueados por una enorme variedad de molduras, placas semicirculares y cilíndricas, grandes cornisas, frontones quebrados, placas, abrazaderas, volutas, etc., que producen un impresionante dinamismo visual reforzado por el juego de luces y sombras que producen todas esas formas. El conjunto culmina en un frontón triangular que alberga en su parte central el escudo de la Orden de Santa Clara y está rematado central y lateralmente por tres grandes cilindros que dan sensación de inestabilidad y, según algunos autores, un aire de modernidad casi de sensibilidad cubista.

### La iglesia
La iglesia también es de estilo barroco, pero menos exuberante que la fachada exterior.  La entrada se realiza a través de un pórtico lateral. La planta es de cruz latina, de una sola nave y cúpulas sobre el crucero. 
El retablo mayor barroco, realizado por Domingo de Andrade en 1700, está dedicado a la Inmaculada Concepción, a quien tienen gran devoción las clarisas y franciscanos, y también a los fundadores. Los retablos de la cruz están dedicados a la exaltación de la Virgen y San Antonio de Lisboa. En la nave también se encuentran varios altares churriguerescos dedicados a santos franciscanos. 
Como es habitual en los conventos de clausura, un detalle que llama la atención es la barandilla que esconde los dos coros, el superior y el inferior, cuando las monjas asisten a los servicios litúrgicos. 
De la primitiva iglesia medieval sólo quedan restos de un púlpito apuntado de granito, una imagen de la "Virgen de las Llaves"  y los escudos de los fundadores.

## Tradición popular y actividad de las monjas
Según la tradición, para que no llueva el día de la boda hay que ofrecer una cesta de huevos a un convento de clarisas. Esta tradición aún persiste en Santiago de Compostela.
Actualmente, el convento alberga a 13 hermanas clarisas, quienes, además de la oración y el trabajo conventual, realizan trabajos por encargo para iglesias y particulares de la ciudad: planchan, planchan y hacen bordados en oro (incluso para equipos de fútbol).